# 建國路 (鶯歌區)

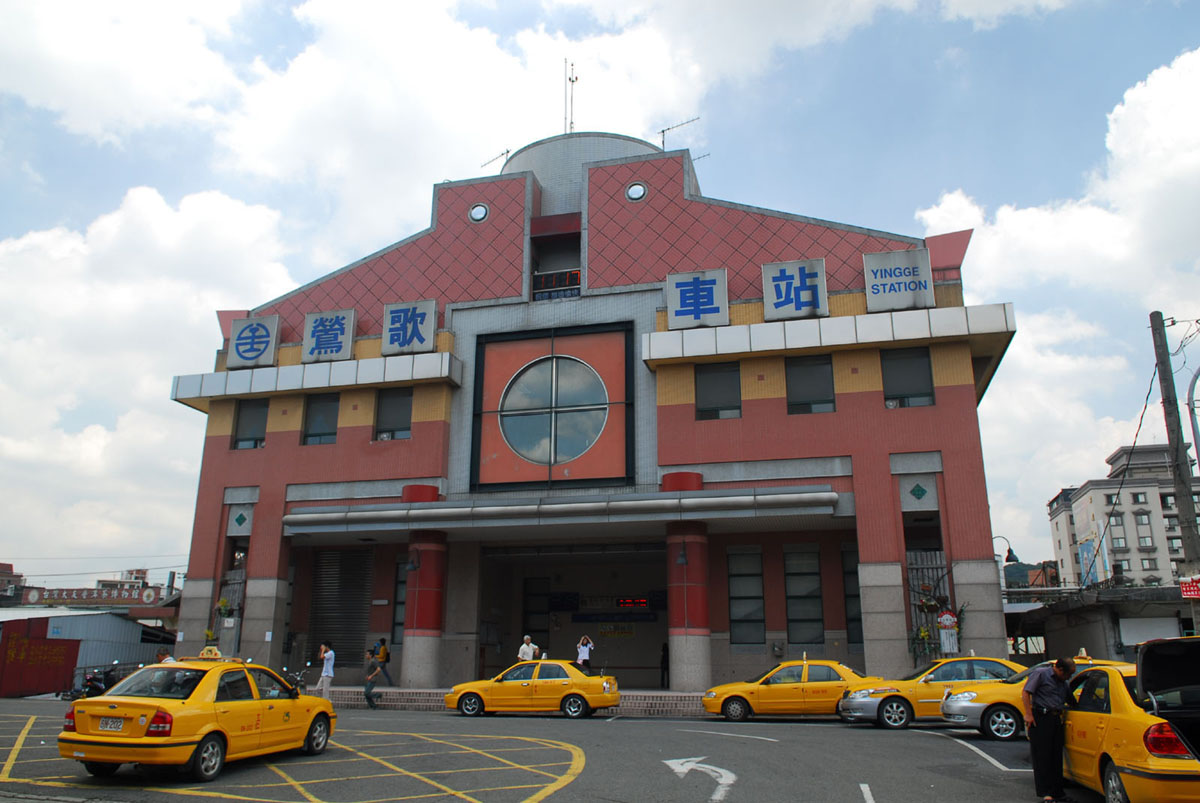
鶯歌火車站

建國路是臺灣新北市鶯歌區的重要道路之一，也是鶯歌商店密集的道路之一。北接中正一路，西從鶯桃路開始繞一個橫U字型，終點接回鶯桃路。

## 沿經行政區域
- 新北市
  - 鶯歌區

## 車道配置
- 全線：雙向各一車道

## 沿線設施
（由北至西）
- 鶯歌區農會 （页面存档备份，存于）本會（66號）
- 鶯歌火車站（文化路68-1號）
- 永豐商業銀行鶯歌分行（212號）
- 新北市政府消防局第五大隊鶯歌分隊（420號）
- 新北市立鶯歌國民中學（尖山埔路108號）